# Фридрих Карл Фердинанд (Брауншвайг-Волфенбютел-Беверн)
Фридрих Карл Фердинанд фон Брауншвайг-Волфенбютел-Беверн (на немски: Friedrich Karl Ferdinand von Braunschweig-Wolfenbüttel-Bevern; * 5 април 1729, Брауншвайг; † 27 април 1809, Глюксбург) от рода на Велфите, е управляващ херцог на Брауншвайг-Волфенбютел-Беверн (1781 – 1809), глава на младата линия Брауншвайг-Беферн и датски генерал-фелдмаршал.

## Живот
Син е на херцог Ернст Фердинанд фон Брауншвайг-Волфенбютел-Беверн (1682 – 1746) и съпругата му Елеонора Шарлота от Курландия (1686 – 1748), дъщеря на Фридрих II Казимир Кетлер.
През 1742 г. Фридрих Карл Фердинанд влиза като хауптман в холандската войска. По време на Войната за австрийското наследство (1740 – 1748) той е командир при братовчед му Лудвиг Ернст фон Брауншвайг-Волфенбютел. През 1754 г. е отново на холандска служба и става генерал-майор. През 1756 г. пруският крал Фридрих II го назначава за командир на 8-ия саксонски пехотен полк. Фридрих Карл напуска през 1759 г. и постъпва на служба в британската армия. През 1760 г. той влиза в датската войска, през 1761 г. става генерал-лейтенант. През 1766 г. е губернатор на Рендсбург, а през 1773 г. – на Копенхаген.
След смъртта на брат му Август Вилхелм през 1781 г. той става глава на младата линия „Брауншвайг-Беверн“ и пропст на „Св. Блазиус“ и „Св. Кириакус“ в Брауншвайг. През 1782 г. датският крал го прави генерал-фелдмаршал и му разрешава резидира в двореца „Глюксбург“.
Фридрих Карл Фердинанд се жени на 26 октомври 1782 г. в Глюксбург за принцеса Анна Каролина фон Насау-Саарбрюкен (* 31 декември 1751, Саарбрюкен; † 12 април 1824, Глюксбург), вдовица на херцог Фридрих Хайнрих Вилхелм Шлезвиг-Холщайн-Глюксбург (1747 – 1779), дъщеря на княз Вилхелм Хайнрих фон Насау-Саарбрюкен (1718 – 1768) и съпругата му графиня София Христина фон Ербах (1725 – 1795).
През 1793 г. Фридрих Карл Фердинанд основава в Беверн благотворително дружество за подпомагане на бедните. След като Наполеоновите войски окупират Брауншвайг, през 1806 г. херцогът приютява в Глюксбург синовете на херцог Карл Вилхелм Фердинанд.
На 27 април 1809 г. 80-годишният Фридрих Карл Фердинанд умира в Глюксбург, без да остави наследници. Смъртта му слага край на „младата линия Брауншвайг-Беверн“.
- Дворец „Глюксбург“ в Шлезвиг-Холщайн
- Дворец Беферн, 2012 г.